# سید محمدعلی شهیدی محلاتی
محمدعلی شهیدی محلاتی (زادهٔ ۱۸ تیر ۱۳۲۸ در محلات – درگذشته ۹ آذر ۱۳۹۹ در تهران) روحانی، سیاستمدار ایرانی و نماینده ولی فقیه در بنیاد شهید و امور ایثارگران بود. او در هفت سال اول دولت حسن روحانی، به‌عنوان معاون رئیس‌جمهور و رئیس بنیاد شهید و امور ایثارگران فعالیت می‌کرد. اما از مدت‌ها بود که سخن از برکناری و یا استعفای او بر زبان‌ها بود، در آخر او در خرداد ۱۳۹۹ از سِمت خود استعفا کرد، و دلیل آن را حمایت از نامزدی روحانی خواند، برای اینکه ارتباط او با بیت رهبری باعث شائبه‌ایی نشود؛ او همچنین از آخرین روحانیون محافظه‌کار مرتبط با دولت بود، محلاتی از افراد نزدیک حسن روحانی بود. در دوره مدیرت او در بنیاد شهید و امور ایثارگران، نسبت به دیگر مدیران قبل خود توانسته بود در پرداخت معوقات پرداختی حکومت ایران برای ایثارگران بهتر عمل کند، پس از او مدیریت بنیاد را سعید اوحدی به عهده گرفت، که این همراه با اعلام بودجه افزایشی چندین هزار میلیاردی سال ۱۴٠٠ بود.
وی همچنین نماینده محلات در دوره سوم مجلس شورای اسلامی بود و در فاصله سالهای ۱۳۸۵ تا ۱۳۸۸ به‌عنوان معاون کنسولی و امور مجلس وزارت امور خارجه فعالیت می‌کرد. او در دولت دهم، برای مدت دو سال، از ۱۳۸۸ تا ۱۳۹۰ مشاور رئیس‌جمهور و رئیس بازرسی نهاد ریاست‌جمهوری بود.
محلاتی داماد سید هاشم رسولی و باجناغ علی اکبر ناطق نوری و عباس آخوندی بود. او همچنین پدرزن محمدسعید مهدوی کنی رئیس سابق دانشگاه امام صادق و فرزند محمدرضا مهدوی کنی و نیز پدرزن علیرضا خزعلی، مالک شبکه ماهواره ای هما و فرزند ابوالقاسم خزعلی بود. شهیدی محلاتی در نهم آذر ۱۳۹۹ درگذشت.